# 피죤 (대한민국의 기업)
피죤 또는 주식회사 피죤은 대한민국의 종합생활용품 전문기업으로서 순수 국내 기술과 자본으로 1978년에 설립되었으며, 본사는 서울특별시 강남구 논현로 531 (역삼동)에 있다.

## 경영
피죤의 창업자는 이윤재이며, 현재 이주연 부회장이 대표이사를 맡고 있다.

## 역사
- 1969년 섬유유연제 피죤은 이윤재 회장이 동남합성에 근무하던 시절 알게 된 계면활성제에서 처음 아이디어를 얻어 탄생되었다.
- 1975년 선진국에서는 이미 섬유유연제가 널리 쓰이고 있는 생활용품 중 하나라는 사실을 발견한 회장은 우리나라도 생활수준이 향상되면 섬유유연제가 도입될 것이라고 예측하여
- 1978년 주식회사 피죤을 설립하였으며 섬유유연제 피죤을 개발하고 생산하였다.
- 1979년 아직 세탁기의 보급이 일반적이지 않았던 1970년대 후반에 섬유유연제는 소비자에게 생소한 제품이었으므로 피죤은 의류 및 가정 관련학과 교수와 교사, 여대생을 대상으로 우선적으로 체험마케팅 활동을 시작하였다. 체험 마케팅이란 용어조차 적립되어 있지 않았던 당시에 피죤은 7년 동안 1톤 트럭 1,200대 분량의 샘플을 나눠주는 적극적인 체험 마케팅 활동을 진행하였으며 이로 인해 피죤을 사용하면 정전기가 사라진다는 소문이 돌기 시작하면서 점진적으로 섬유유연제에 대한 인지도를 높이고 외국 대기업의 공세 속에서 시장을 선도하는 기업으로 발돋움하였다.
- 1980년 섬유유연제 피죤이 중동지역 수출개시
- 1981년 피죤이 인천 부평 제1공장 준공
- 1985년 미국의 생활용품 업체인 알버토 칼버社 기술제휴
- 1989년 피죤이 충북 진천 제2공장 준공

### 주요 제품
- 피죤
- 액츠
- 무균무때
- 피죤 베이비
- 액츠 베이비

### 역대 주요 광고 모델
- 김수미 (1986년)
- 김민정 (1991년)
- 이상아 (1995년)
- 신애라 (1997년)
- 이미연 (2000년)
- 김정은 (2005년)
- 손창민 (2006년)
- 수애 (2007년)
- 김혜수 (2009년)
- 윤은혜 (2010년)
- 김수현 (2012년)
- 영탁 (2020년)

## 본점 및 지점 현황
- 본점: 서울특별시 강남구 논현로 531 (역삼동)
- 진천공장: 충청북도 진천군 초평면 용정길 29-7
- 인천지점: 인천광역시 부평구 부평북로 74 (청천동)
- 부산지점: 부산광역시 금정구 금정로 225 (구서동)